# Khmer (språk)
Khmer (även kambodjanska) är ett mon-khmerspråk som talas främst i Kambodja, där det är officiellt språk. Det talas också i sydöstra Thailand av 1,3 miljoner och i södra Vietnam av en miljon talare.. Totalt har språket cirka sexton miljoner talare. Khmer skrivs med det khmeriska alfabetet som härstammar från brahmi. 
Khmer är inte, som så många andra språk som talas i området, ett tonspråk.

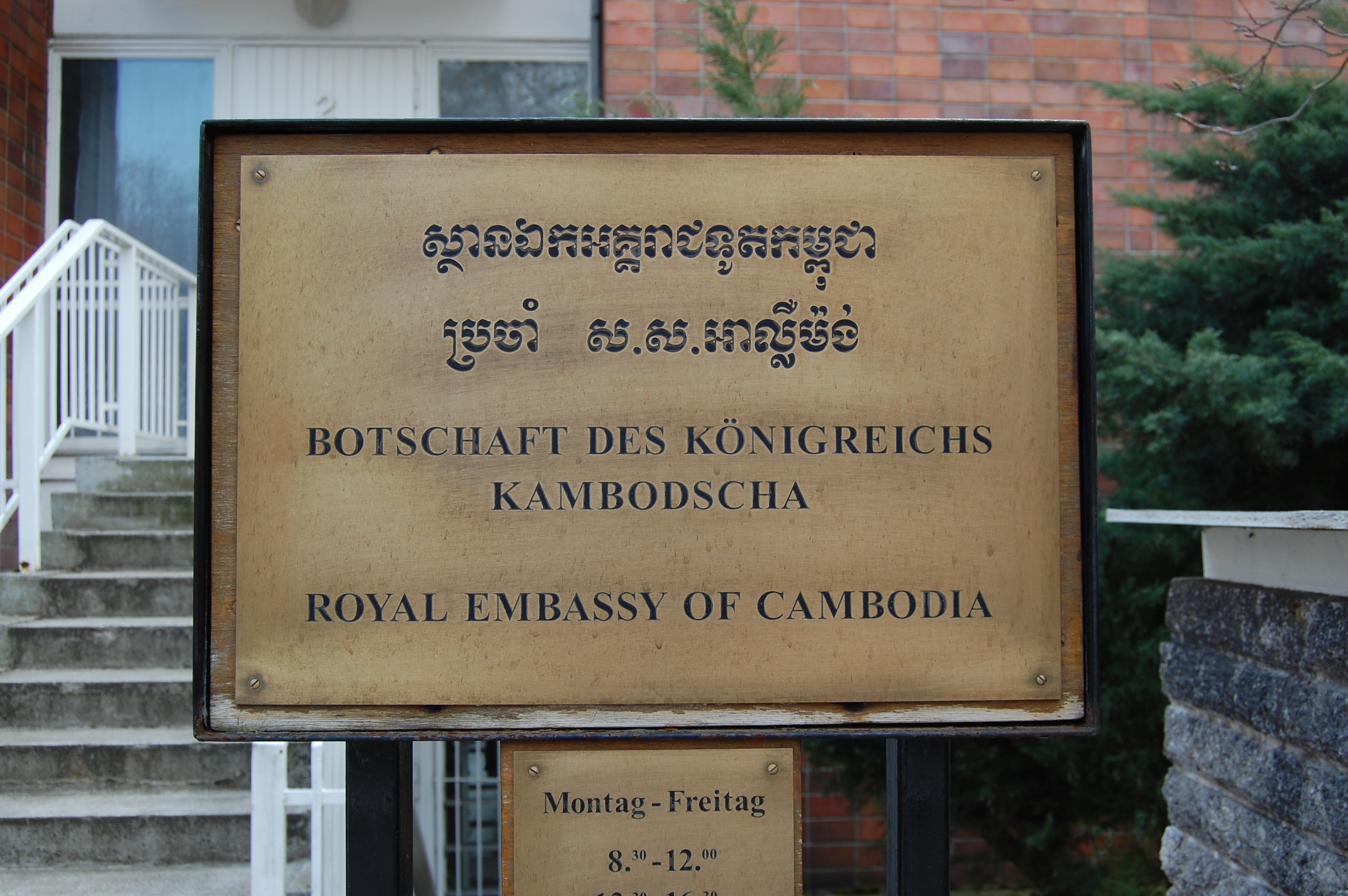
En trespråkig skylt framför Kambodjas ambassad i Berlin.

## Fonologi
Enligt Huffmans beskrivning så har modern standardkhmer följande konsonant- och vokalfonem. Det fonologiska systemet som det beskrivs här avspeglar talad khmer, inte hur detta representeras i skriven khmer.

### Konsonanter
|                   | Labial | Koronal | Palatal | Velar | Glottal |
| ----------------- | ------ | ------- | ------- | ----- | ------- |
| Aspirerad klusil  | pʰ     | tʰ      | cʰ      | kʰ    |         |
| Oaspirerad klusil | p      | t       | c       | k     | ʔ       |
| Implosiva         | ɓ      | ɗ       |         |       |         |
| Nasal             | m      | n       | ɲ       | ŋ     |         |
| Likvida           |        | r l     |         |       |         |
| Frikativa         |        | s       |         |       | h       |
| Approximant       | ʋ      |         | j       |       |         |

Konsonanterna /f/, /ʃ/, /z/ och /ɡ/ förekommer i undantagsfall i lånord från till exempel franska. Dessa konsonanter listas ej i tabellen ovan eftersom de inte förekommer i khmerord. Dessa ljud används enbart av tvåspråkiga talare och motsvaras ej heller av någon enskild bokstav i khmeralfabetet, utan representeras vid behov av kombinationer av bokstäver. Enspråkiga talare reducerar dessa konsonanter till närmast khmermotsvarighet:
| Främmande ljud (IPA) | Khmer-transkription | Khmer-motsvarighet (IPA) |
| -------------------- | ------------------- | ------------------------ |
| /ɡ/                  | ហ្គ                  | /k/                      |
| /ʃ/                  | ហ្ស                  | /s/                      |
| /f/                  | ហ្វ                  | /h/ eller /pʰ/           |
| /z/                  | ហ្ស                  | /s/                      |

### Vokalkärnor
| Långa vokaler   | iː | eː | ɛː | ɨː | əː |    | aː | uː | oː | ɔː |
| Korta vokaler   | i  | e  |    | ɨ  | ə  | ɐ  | a  | u  | o  |    |
| Långa diftonger | iə | ei | ɐe | ɨə | əɨ | ɐə | ao | uə | ou | ɔə |
| Korta diftonger |    | eə̆ |    |    |    |    |    | uə̆ | oə̆ |    |

Det exakta antalet och fonetiska värdet hos varje vokalkärna varierar från dialekt till dialekt.  Korta och långa vokaler av samma kvalitet skiljs enbart åt genom duration.

### Stavelsestruktur
Ord i khmer är mestadels en- eller tvåstaviga. Det finns 85 möjliga kombinationer av två konsonanter och två av tre konsonanter som kan förekomma i stavelseinitial position:
|   | p    | ɓ  | t    | ɗ   | c   | k    | ʔ   | m    | n    | ɲ    | ŋ    | j    | l    | r   | s   | h   | ʋ    |
| - | ---- | -- | ---- | --- | --- | ---- | --- | ---- | ---- | ---- | ---- | ---- | ---- | --- | --- | --- | ---- |
| p |      |    | pʰt- | pɗ- | pʰc | pʰk- | pʔ- |      | pʰn- | pʰɲ- | pʰŋ- | pʰj- | pʰl- | pr- | ps- |     |      |
| t | tʰp- | tɓ |      |     |     | tʰk- | tʔ- | tʰm- | tʰn- |      | tʰŋ- | tʰj- | tʰl- | tr- |     |     | tʰʋ  |
| c | cʰp- | cɓ |      |     |     | cʰk- | cʔ- | cʰm- | cʰn- |      | cʰŋ- |      | cʰl- | cr- |     |     | cʰʋ- |
| k | kʰp- | kɓ | kʰt- | kɗ- | kʰc |      | kʔ- | kʰm- | kʰn- | kʰɲ- | kŋ-  | kʰj- | kʰl- | kr- | ks- |     | kʰʋ- |
| s | sp-  | sɓ | st-  | sɗ- |     | sk-  | sʔ- | sm-  | sn-  | sɲ-  | sŋ-  |      | sl-  | sr- |     |     | sʋ   |
| ʔ |      |    |      |     |     |      |     |      |      |      |      |      |      |     |     |     | ʔʋ-  |
| m |      |    | mt-  | mɗ- | mc  |      | mʔ- |      | mʰn- | mʰɲ- |      |      | ml-  | mr- | ms- | mh- |      |
| l | lp-  | lɓ |      |     |     | lk-  | lʔ- | lm-  |      |      | lŋ-  |      |      |     |     | lh- | lʋ-  |

Stavelser inleds av en av dessa konsonanter eller konsonantkombinationer följt av en vokalkärna. När vokalkärnan är kort, så måste den följas av en finalkonsonant, vilket kan vara en av:/p, t, c, k, ʔ, m, n, ɲ, ŋ, l, h, j, ʋ/. /h/ och /ʋ/ realiseras som [ç] respektive [w]. Den vanligaste strukturen hos ett ord i khmer är en full stavelse som beskriven ovan följd av en obetonad stavelse med strukturen konsonant-vokal av någon av typerna CV-, CrV-, CVN- eller CrVN- (N representerar här valfri nasal). Ord kan också bildas med hjälp av två fulla stavelser. I löpande tal reduceras ofta vokalen i obetonade stavelser till [ə], men i långsamt eller formellt tal uttalas de med sina grundvärden.
Det förekommer ord med tre eller fler stavelser, i synnerhet i terminologi som rör vetenskap, konst och religion. Dessa ord är lånord, vanligen från pali, sanskrit, eller på senare tid franska.